# Дробины
Дробины — деревня в Большесосновском районе Пермского края. Входит в состав Кленовского сельского поселения.

## Географическое положение
Расположена на левом берегу реки Чепца, в 2,5 км от границы с Удмуртией.

## Население
| 2010 |
| ---- |
| 37   |

## Улицы
- Дробинская ул.

## Топографические карты
- Лист карты O-40-73 Кузьма. Масштаб: 1 : 100 000. Состояние местности на 1983 год. Издание 1984 г.